# Complejo Municipal
Complejo Deportivo Municipal de San Juan Opico – stadion piłkarski w salwadorskim mieście Opico, w departamencie La Libertad. Obiekt może pomieścić 5000 widzów, a swoje mecze rozgrywa na nim drużyna Juventud Independiente. 
Obiekt został otwarty w 2007 roku. Często jest nazywany "ekologicznym stadionem" z racji tego, że wokół niego znajduje się dużo roślinności. Trybuny są ustawione w trzech rzędach, na których kibice dzielą miejsca z dziennikarzami. Widzowie są odgrodzeni od boiska siatką.